# Montse Watkins
Montse Watkins (Barcelona, 27 d'agost de 1955 - Kamakura, 25 novembre de 2000) va ser una traductora, escriptora de ficció, assagista, editora i periodista espanyola que va viure al Japó des del 1985 fins que va morir el 2000, i va desplegar en aquest país la major part de les seves activitats. Va ser corresponsal de l'agència Efe i del diari Avui, col·laboradora del diari El Mundo i coneguda pels seus estudis sobre la situació dels emigrants llatinoamericans nikkei al Japó. És considerada pionera de la traducció directa de literatura japonesa a l'espanyol. Com a editora i traductora, sempre va escollir obres d'autors de gran compromís social com Kenji Miyazawa, Natsume Sōseki, Osamu Dazai i Toson Shimazaki. Fou pionera en la traducció directa de literatura japonesa a l'espanyol.

## Biografia
Montse Watkins Pedra va néixer al barri de la Salut (districte de Gràcia, Barcelona) el 27 d'agost de 1955, filla d'Esteban Watkins Lafuente i Maria Teresa Pedra Gil. El seu pare va ser vicesecretari general de la Federació Catalana de Futbol durant 38 anys i la seva mare es va dedicar a la llar. El matrimoni va tenir una altra filla, Maite, dos anys menor que la Montse. La família es va traslladar al barri d'Horta de Barcelona quan Montse tenia 3 anys.
Al març de 1985, Watkins va viatjar al Japó on es va submergir en l'estudi de la llengua i cultura japoneses. “Vaig venir a l'aventura, amb la imatge del Japó que surt a les pel·lícules de Yasujirō Ozu, una imatge refinada”, va explicar en una entrevista publicada el 1999. Romandria al Japó fins a la seva mort, sense haver tornat cap vegada a Espanya. Durant tres anys, va cursar estudis d'idioma japonès en el prestigiós Saint Joseph's Institute of Japanese Studies de Roppongi (Tòquio), regentat pels franciscans, mentre vivia en un apartament del municipi de Itabashi, també a la capital. Va ser durant aquesta primera època d'estudis a Tòquio quan va començar a traduir a l'escriptor i poeta Kenji Miyazawa (1896-1933), en concret, la seva obra Ginga tetsudō no yoru, que publicaria el 1994 sota el títol de Tren nocturno de la Vía Láctea a l'editorial Luna Books, editorial que Watkins va fundar a Tòkio sota el segell editorial japonès Gendaikikakushitsu fundat pels editors Masakuni Ota i Hideko Karasawa.
Va ser la primera traductora i alhora editora de literatura japonesa, així com una pionera al Japó de la traducció directa de l'original japonès a l'espanyol. El 1988 va passar a formar part de la plantilla de la delegació a Tòquio de l'agència de notícies espanyola Efe, on va romandre set anys, fins al 1995. A partir d'aleshores fou corresponsal del diari català Avui, diari al que va continuar enviant col·laboracions al llarg de la seva vida. També fou col·laboradora del diari El Mundo.
El 1994 va fundar l'editorial Luna Books, en què va anar publicant traduccions pròpies i realitzades per altres especialistes, assaigs periodístics i obres de ficció. Per a això va comptar, en alguns casos, amb el patrocini de The Japan Foundation.
La seva vida està sent recollida en un llibre i portada a la pantalla per la periodista i documentalista Chelo Alvarez-Stehle, una iniciativa impulsada per la investigadora Elena Gallego Andrada, en el projecte documental “Montse Watkins: Contes de Kamakura.

## Obra
Ficció
- El portal rojo. Tres històries curtes ambientades al Japó. Editorial Gendaikikakushitsu/Luna Books, 1994. Va aparèixer també en portuguès com “O Portal Vermelho” i en japonès com “Gekko monogatari”. ISBN 477389413X.
- Las gafas rotas. Petita sàtira de la vida al Japó modern. Novel·la curta. Editorial Gendaikikakushitsu/Luna Books, 1996. També en portuguès com “Óculos quebrados” i em japonès com “Hibiwareta megane”. ISBN 4773896027.
- Leyendas de Kamakura. Col·lecció de llegendes protagonitzades per samurais, monjos venerables i animals màgics. Editorial Gendaikikakushitsu/Luna Books, 1998. ISBN 4773898054.

No ficció
- Pasajeros de un sueño. Emigrantes latinoamericanos en Japón. Ampli reportatge periodístic sobre l'arribada i assentament dels treballadors llatinoamericans al Japó. Editorial Gendaikikakushitsu/Luna Books, 1995. També en portuguès com “Passageiros de um sonho” i em japonès com “Hikkage no nikkeijin”.
- ¿El fin del sueño? Latinoamericanos en Japón. Reportatge periodístic sobre l'arribada i assentament dels treballadors llatinoamericans al Japó. Editorial Gendaikikakushitsu/Luna Books, 1999. També en portuguès com “¿O fim do sonho?” i japonès com “Yume no yukue”. ISBN 4773899107.

Obres editades
- Encuentro. Col·lectània de relats d'autors llatins al Japó. Editorial Gendaikikakushitsu/Luna Books, 1997. ISBN 4773897201.